# Glympis serena
Glympis serena là một loài bướm đêm trong họ Erebidae.